# Паскуаліно «Семеро красунь»
«Паскуаліно „Семеро красунь“» (італ. Pasqualino Settebellezze) — італійська драмедійний фільм 1975 року, поставлена режисеркою Ліною Вертмюллер. За цю роботу Вертмюллер стала першою жінкою, номінованою на премію «Оскар» у категорії «Найкращий режисер», але не отримала цієї нагороди. Фільм також отримав три інші номінації на «Оскара», у тому числі як «Найкращий фільм іноземною мовою», та одну номінацію на премію «Золотий глобус» за найкращий іноземний фільм .

## Сюжет
Італія часів правління Муссоліні. Невелике провінційне містечко, де мешкає Паскуаліно (Джанкарло Джанніні) — слабка людина, що не вирізняється особливим розумом та не прагне до хорошого життя. Він піклується про свою маму і сестер, яких у нього аж семеро. Усі вони хороші дівчатка, але зовсім не красуні, тому Паскуаліно й отримав прізвисько «Семеро красунь». Враховуючи, що Паскуаліно один чоловік у сім'ї, він повинен охороняти гідність і честь своїх сестер. Одна з них, страшенно негарна й товста Кончіта (Єлена Фьоре), стала підробляти повією в закладі Тотонно (Маріо Конті), кинувши тим самим тінь на репутацію свого брата. І тепер Паскуаліно, щоб захистити свою честь і честь сім'ї, необхідно «розібратися» з Тотонно. Убивши випадково Тотонно, хлопець заховав його труп, але його незабаром знаходять, і тепер Паскуаліно загрожує в'язниця.
На суді Паскуаліно визнали неврівноваженим і відправили до психіатричної лікарні на дванадцять років. Йде війна і хлопець тікає з лікарні. Він потрапляє на фронт, звідки дезертирує та потрапляє до рук ворога. Тепер він в'язень концтабору на території Німеччини, яким керує огрядна жінка-нацист з садистськими нахилами Ширлі Столер. Паскуаліно, що має талант вижити в будь-якій ситуації та свято вірить у свої здібності ловеласа, наважується на відчайдушний крок — спробу спокусити цю жінку. Ставши наглядачем у таборі, Паскуаліно особисто страчує шістьох ув'язнених, у тому числі свого колишнього супутника — соціаліста Франческо.
Після війни Паскуаліно живим та неушкодженим повертається в Італію де одружується на повії.

## У ролях
| • Джанкарло Джанніні  | … | Паскуаліно Фрафузо на прізвисько «Семеро красунь» |
| • Фернандо Рей        | … | Педро, ув'язнений анархіст                        |
| • Ширлі Столер        | … | комендант тюремного табору                        |
| • Єлена Фьоре         | … | Кончіта, сестра                                   |
| • П'єро Ді Йоріо      | … | Франческо, товариш Паскуліно                      |
| • Енцо Вітале         | … | Дон Раффаеле                                      |
| • Роберто Герліцка    | … | соціаліст                                         |
| • Лучіо Амеліо        | … | адвокат Канджемі                                  |
| • Ермелінда Де Феліче | … | мати Паскуаліно                                   |
| • Маріо Конті         | … | Тотонно                                           |
| • Франческа Марчано   | … | Кароліна                                          |

## Знімальна група
- Автор сценарію — Ліна Вертмюллер
- Режисер-постановник — Ліна Вертмюллер
- Продюсери — Арріґо Коломбо, Ліна Вертмюллер
- Оператор — Тоніно Деллі Коллі
- Композитор — Енцо Янначчі
- Монтаж — Франко Фратичеллі
- Художник-постановник — Енріко Джоб
- Художник по костюмах — Енріко Джоб
- Художник-декоратор — Роберто Граньєрі
- Артдиректор — Велько Деспотович
- Звукорежисер — Маріо Брамонті

## Нагороди та номінації
| Список нагород та номінацій      | Список нагород та номінацій | Список нагород та номінацій                    | Список нагород та номінацій | Список нагород та номінацій | Список нагород та номінацій |
| Кінопремія                       | Рік                         | Категорія                                      | Номінант(и)                 | Результат                   | Дж                          |
| -------------------------------- | --------------------------- | ---------------------------------------------- | --------------------------- | --------------------------- | --------------------------- |
| Премія «Золотий кубок» (Італія)  | 1976                        | Найкраща нова акторка                          | Франческа Марчіано          | Перемога                    |                             |
| Премія «Оскар»                   | 1977                        | Найкращий фільм іноземною мовою                | Паскуаліно «Семеро красунь» | Номінація                   | [ 2 ]                       |
| Премія «Оскар»                   | 1977                        | Найкращий режисер                              | Ліна Вертмюллер             | Номінація                   | [ 2 ]                       |
| Премія «Оскар»                   | 1977                        | Найкращий актор у головній ролі                | Джанкарло Джанніні          | Номінація                   | [ 2 ]                       |
| Премія «Оскар»                   | 1977                        | Найкращий сценарій                             | Ліна Вертмюллер             | Номінація                   | [ 2 ]                       |
| Премія «Золотий глобус»          | 1977                        | Найкращий іноземний фільм                      | Паскуаліно «Семеро красунь» | Номінація                   |                             |
| Гільдія кінорежисерів США        | 1977                        | Видатне режисерське досягнення в ігровому кіно | Ліна Вертмюллер             | Номінація                   |                             |
| Спільнота кінокритиків Нью-Йорка | 1977                        | Найкращий фільм                                | Паскуаліно «Семеро красунь» | 3-є місце                   |                             |
| Спільнота кінокритиків Нью-Йорка | 1977                        | Найкращий режисер                              | Ліна Вертмюллер             | 3-є місце                   |                             |
| Спільнота кінокритиків Нью-Йорка | 1977                        | Найкращий сценарій                             | Ліна Вертмюллер             | 3-є місце                   |                             |